# Jack Sheppard
 (août 2025).
Si vous disposez d'ouvrages ou d'articles de référence ou si vous connaissez des sites web de qualité traitant du thème abordé ici, merci de compléter l'article en donnant les références utiles à sa vérifiabilité et en les liant à la section « Notes et références ».
Pour les articles homonymes, voir Sheppard.
Jack Sheppard (4 mars 1702 – 16 novembre 1724) est un voleur anglais qui évolua dans le Londres du début du XVIIIe siècle.
Il fut arrêté et emprisonné à cinq reprises en 1724 mais réussit à s'évader quatre fois, ce qui le rendit populaire, particulièrement dans la classe la plus pauvre. Il fut finalement pris, jugé et pendu à Tyburn, après une brève carrière criminelle de moins de deux ans.

## Biographie
En février 1724, Jack Sheppard, le plus célèbre cambrioleur de l’époque, fut capturé par Jonathan Wild, un autre criminel. Les deux hommes avaient pourtant travaillé ensemble par le passé, mais Sheppard s’était lancé à son propre compte. Son arrestation servait donc de vengeance à Wild, qui avait pour habitude de livrer à la police ses anciens associés l'ayant trahi.

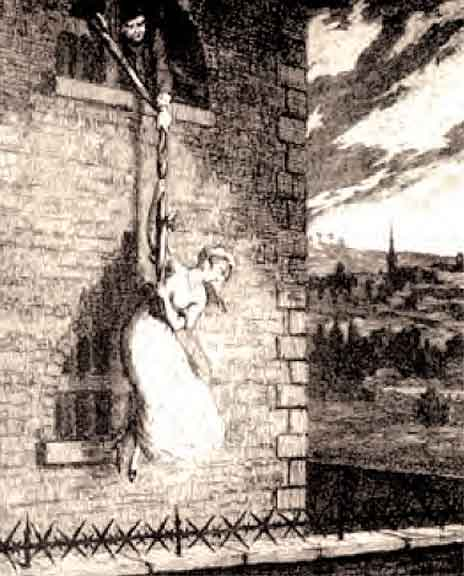
Jack utilisa une corde faite de vêtements reliés afin de s'échapper de la prison de Newgate, avec son amie Bess, une prostituée.

Sheppard fut emprisonné à la St Giles's Roundhouse (en) dont il s’évada immédiatement. En mai, Wild remit la main sur lui, et le cambrioleur fut cette fois enfermé dans la New Prison (en) à Clerkenwell. Son évasion, à nouveau, ne prit pas plus d’une semaine. En juillet, Wild organisa pour la troisième fois l’arrestation de Sheppard : celui-ci fut jugé, condamné à mort et placé au quartier des condamnés de la prison de Newgate. La nuit du 30 août, alors que l'ordre de procéder à son exécution venait d’arriver, Sheppard parvint à s’évader. Avec ce dernier coup d’éclat, Sheppard s’est imposé comme un véritable héros des classes populaires. Le 11 septembre, les hommes de Wild l’attrapèrent une quatrième fois, et Sheppard fut mis au secret dans la cellule la plus sûre de Newgate. Il fut par ailleurs enchaîné couché au sol. Et pourtant, le 16 septembre, il était déjà dehors, après avoir brisé toutes les chaînes et les cadenas et forcé six portes bardées de fer. Ce nouvel exploit stupéfia tout le monde, et Daniel Defoe, encore journaliste à l’époque, en rédigea un compte-rendu.
À la fin du mois d’octobre, Wild découvrit la cachette de Sheppard pour la cinquième et dernière fois. Celui-ci fut alors placé au beau milieu de la prison de Newgate, d’où il pouvait être surveillé à chaque instant. Il fut enchaîné avec plus de 150 kg de fers. Sa gloire était telle que ses geôliers touchaient une commission sur les visites que lui rendaient les membres de la haute société. Le peintre James Thornhill réalisa son portrait.
Sheppard fut pendu le 16 novembre 1724.
Au cours de la longue lutte qui opposa Wild à Sheppard, le premier perdit bientôt la sympathie du public au profit du second. Jonathan Wild fit désormais l'objet d'un certain mépris.